# Abou al-`Oula Idriss al-Wathiq
Pour les articles homonymes, voir Al-Wathiq.
Abou al-`Oula Idriss al-Wathiq (أبو العلا أبو الدبوس الواثق بالله إدريس بن محمد بن أبي عبد الله محمد بن أبي حفص بن عبد المؤمن abū al-`ulā abū ad-dabbūs al-wāθiq bi-llah idrīs ben muḥammad ben abī `abd allah muḥammad ben abī ḥafṣ ben `abd al-mū'min) dit Abû Dabbûs (أبو الدبوس abū ad-dabbūs) est né à une date inconnue. Il succéda à Abû Hafs `Umar al-Murtadâ en 1266 comme calife de la dynastie des Almohades.

## Histoire
Un premier siège de Marrakech par le sultan mérinide Abû Yûsuf Ya`qûb ben `Abd al-Haqq fut un échec. Abû Yûsuf Ya`qûb négocia une alliance avec Abû Dabbûs qui prit Marrakech en 1266 et devint calife en renversant Abû Hafs `Umar al-Murtadâ en 1267. Abû Dabbûs rompit aussitôt son alliance et incita l'abdelwadide Yaghmoracen Ibn Zian à attaquer Abû Yûsuf Ya`qûb à revers. Abû Yûsuf Ya`qûb vainquit ce nouvel adversaire en 1268 et retourna faire le siège de Marrakech qu'il prit en septembre 1269. Cette défaite d'Abû Dabbûs marqua la fin de la dynastie almohade.
Son vizir:
- Abû Zayd ben Abî `Imrân (1242-1248) (بو زيد بن أبي عمران محمد بن أبي حفصأأ abū zayd ben abī `imrān muḥammad ben abī ḥafṣ)

## Sources
- Charles-André Julien, Histoire de l'Afrique du Nord, des origines à 1830, édition originale 1931, réédition Payot, Paris, 1994